# العلاقات الأنغولية السيشلية
العلاقات الأنغولية السيشلية هي العلاقات الثنائية التي تجمع بين أنغولا وسيشل.

## مقارنة بين البلدين
هذه مقارنة عامة ومرجعية للدولتين:
| وجه المقارنة                                              | أنغولا           | سيشل                                                |
| --------------------------------------------------------- | ---------------- | --------------------------------------------------- |
| المساحة (كم2)                                             | 1.25 مليون       | 459                                                 |
| عدد السكان (نسمة)                                         | 29.78 مليون      | 95.84 ألف                                           |
| الكثافة السكانية (ن./كم²)                                 | 23.82            | 20.88 ألف                                           |
| العاصمة                                                   | لواندا           | فيكتوريا                                            |
| اللغة الرسمية                                             | اللغة البرتغالية | لغة فرنسية، لغة إنجليزية، اللغة الكريولية السيشيلية |
| العملة                                                    | كوانزا أنغولي    | روبية سيشلية                                        |
| الناتج المحلي الإجمالي (بليون دولار)                      | 124.21 مليار     | 1.49 مليار                                          |
| الناتج المحلي الإجمالي (تعادل القوة الشرائية) بليون دولار | 184.83 مليار     | 2.54 مليار                                          |
| الناتج المحلي الإجمالي الاسمي للفرد دولار أمريكي          | 4.10 ألف         | 15.48 ألف                                           |
| الناتج المحلي الإجمالي للفرد دولار أمريكي                 |                  | 26.42 ألف                                           |
| مؤشر التنمية البشرية                                      | 0.533            | 0.772                                               |
| رمز المكالمات الدولي                                      | +244             | +248                                                |
| رمز الإنترنت                                              | .ao              | .sc                                                 |
| المنطقة الزمنية                                           | ت ع م+01:00      | ت ع م+04:00                                         |

## منظمات دولية مشتركة
يشترك البلدان في عضوية مجموعة من المنظمات الدولية، منها:
| علم المنظمة | اسم المنظمة                                 | تاريخ انضمام أنغولا | تاريخ انضمام سيشل |
| ----------- | ------------------------------------------- | ------------------- | ----------------- |
|             | الاتحاد الدولي للاتصالات                    | 13 أكتوبر 1976      | 17 سبتمبر 1999    |
|             | الاتحاد الأفريقي                            | 11 فبراير 1979      | ?                 |
|             | منظمة حظر الأسلحة الكيميائية                | ?                   | 29 أبريل 1997     |
|             | البنك الإفريقي للتنمية                      | ?                   | ?                 |
|             | منظمة الشرطة الجنائية الدولية               | ?                   | 1 سبتمبر 1977     |
|             | الأمم المتحدة                               | 1 ديسمبر 1976       | 21 سبتمبر 1976    |
|             | البنك الدولي للإنشاء والتعمير               | 19 سبتمبر 1989      | 29 سبتمبر 1980    |
|             | وكالة ضمان الاستثمار متعدد الأطراف          | 19 سبتمبر 1989      | 15 سبتمبر 1992    |
|             | مجموعة التنمية لأفريقيا الجنوبية            | ?                   | ?                 |
|             | يونسكو                                      | 11 مارس 1977        | 18 أكتوبر 1976    |
|             | مؤسسة التمويل الدولية                       | 19 سبتمبر 1989      | 11 يونيو 1981     |
|             | الاتحاد البريدي العالمي                     | ?                   | ?                 |
|             | مجموعة دول أفريقيا والكاريبي والمحيط الهادئ | ?                   | ?                 |

## وصلات خارجية
- موقع وزارة الخارجية الأنغولية